# Arthrocereus
Arthrocereus ist eine Pflanzengattung aus der Familie der Kakteengewächse (Cactaceae). Der botanische Name der Gattung leitet sich vom griechischen Substantiv „αρθρον“ (arthron) für Glied ab und bedeutet Glieder-Cereus.

## Beschreibung
Die relative kleinen, buschartigen, aufrecht oder der Länge nach hingestreckt wachsenden Arten der Gattung Arthrocereus sind verzweigt oder nicht verzweigt. Die gegliederten, zylindrischen Triebe habe 10 bis 18 niedrige und schmale Rippen, auf denen kleine Areolen sitzen, aus denen viele dünne Dornen entspringen.
Die verlängert glockenförmigen, sich weit öffnenden Blüten erscheinen in der Nähe der Triebspitze und öffnen sich in der Nacht. Der Blütenbecher und die Blütenröhre sind mit Wolle, haarähnlichen Dornen und einigen wenigen zugespitzten Schuppen besetzt.
Die kugelförmigen bis verkehrt birnenförmigen Früchte sind grün und besitzen ein weißes Fruchtfleisch. Sie sind dünnwandig, nicht aufreißend und haben Schuppen und haarähnliche Dornen. Die schief eiförmigen Samen sind schwarz.

## Systematik und Verbreitung
Die Arten der Gattung Arthrocereus sind im westlichen und südöstlichen Brasilien verbreitet.
Die Erstbeschreibung der Gattung wurde 1929 von Alwin Berger vorgenommen. Einem Vorschlag von Nigel Paul Taylor folgend, wurde eine als „Cereus damazioi“ betitelte Fotografie, die Cereus glaziovii zeigt, als Typus der Gattung konserviert.
Zur Gattung gehören die folgenden Arten:
- Arthrocereus glaziovii (K.Schum.) N.P.Taylor & Zappi
- Arthrocereus melanurus (K.Schum.) Diers, P.J.Braun & Esteves
  - Arthrocereus melanurus subsp. melanurus
  - Arthrocereus melanurus subsp. magnus N.P.Taylor & Zappi
  - Arthrocereus melanurus subsp. odorus (F.Ritter) N.P.Taylor & Zappi
- Arthrocereus rondonianus Backeb. & Voll
- Arthrocereus spinosissimus (Buining & Brederoo) F.Ritter

In einer 2021 veröffentlichten Arbeit akzeptieren Nadja Korotkova und Mitarbeiter die Gattung Acharagma weiterhin in diesem Umfang.

## Nachweise